# Каюга (окръг, Ню Йорк)
Окръг Каюга (на английски: Cayuga County) е окръг в щата Ню Йорк, Съединени американски щати. Площта му е 2238 km², а населението - 77 603 души (2017). Административен център е град Обърн.